# Кучова
Кучова (алб. Kuçova; з 1950 по 1990 — Сталін) — місто в Албанії, в окрузі Берат.

## Населення
Населення міста в 1965 році — 13,5 тис. жителів. В даний час населення власне Кучова — близько 50 000 жителів. Щільність населення становить 567 осіб на км².

## Економіка міста
На початку 1930-х років Кучова є промисловим містом. У місті розвинена нафтопереробка. Є нафтопромисловим центром країни; нафтопроводом пов'язаний з портом Вльора.